# رودریگو سوریا
رودریگو سوریا (انگلیسی: Rodrigo Soria؛ زادهٔ ۱۴ فوریهٔ ۱۹۸۷) بازیکن فوتبال اهل آرژانتین است.